# Поркья, Антонио
Анто́нио По́ркья (исп. Antonio Porchia; 13 ноября 1885, Конфленти, Калабрия, Италия — 9 ноября 1968, Буэнос-Айрес, Аргентина) — аргентинский поэт итальянского происхождения.

## Биография
Родился в Калабрии. Был старшим ребёнком в многодетной  семье лесоторговца. В 1902 году, после смерти главы семьи, мать с семью детьми переехала в Аргентину. Антонио сменил множество профессий и рабочих мест, поддерживая семейство. В 1918 году приобрел небольшую типографию. Был близок к левоанархистским группировкам, печатался в «левых» изданиях. С 1936 года, когда братья и сестры выросли, бросил работу, жил в бедности и одиночестве, изредка принимая друзей-художников (Э. Петторути, Х. К. Кастаньино и др.).

## Творчество
Автор единственной книги афоризмов «Голоса» (1943), близкой по поэтике к японским хокку. Писатель «для немногих», среди которых были Борхес, Бретон, Каюа, Генри Миллер, Роберто Хуаррос. Его книга переведена на основные европейские языки, на английский её переложил У. С. Мервин, на французский – Р. Кайуа, Роже Мюнье.
Музыку по мотивам книги написал немецкий композитор Вальтер Циммерман (2006). К творчеству Поркья обращался также Ариберт Райман.

## Публикации на русском языке
- Антонио Поркья в переводе Павла Грушко
- Голоса / Пер. и вступл. Павла Грушко// Иностранная литература, 2010, № 10, с. 191-194